# Бернацький Іван Йосипович
Іван Йосипович Бернацький (нар. 1 липня 1946, с. Городниця Підволочиського району Тернопільської області) — український актор. Народний артист України (1991).

## Життєпис
Закінчив Скалатську СШ (1963), студію при Тернопільському музично-драматичному театрі ім. Т. Шевченка (1965), Київському інституті театрального мистецтва ім. І. Карпенка-Карого (1969, викладач В. Биковець).
Працював актором Волинського музично-драматичного театру ім. Т. Шевченка у Луцьку, від 1980 — актор Львівського академічного театру ім. М. Заньковецької.
Бернацький — автор літературно-театральних композицій за творами Тараса Шевченка («Гайдамаки», 1988, «Згадайте, братія моя», 1990).
Проживає у США.

## Ролі у театрі
- «Маруся Чурай» за однойменною п'єсою Ліни Костенко — мандрівний дяк
- «Наталка Полтавка» за однойменною п'єсою Івана Котляревського — Петро
- «Мазепа» Богдана Лепкого — Кочубей
- «Ісус, Син Бога Живого» Василя Босовича — Іоанн Хреститель
- «Лісова пісня» за однойменною драмою-феєрією Лесі Українки — Перелесник
- «Павло Полуботок» Костя Буревія — Савич
- «Данило Галицький» Василя Босовича — Доброслав
- «Хазяїн» за однойменною п'єсою Івана Карпенка-Карого — Золотницький
- «Без вини винні» Олександра Островського — Незнамов
- «Дім, де розбиваються серця» за однойменною п'єсою Бернарда Шоу — Гектор Хешебай
- «Тартюф» за однойменною п'єсою Мольєра — Клеант
- «Отелло» за однойменною п'єсою Вільяма Шекспіра — Кассіо
- «Літо в Ноані» Ярослава Івашкевича — Шопен[1]
- «Безталанна» за однойменною п'єсою Івана Карпенка-Карого — Гнат[2]

## Фільмографія
- 1988 — «Загибель богів» — священик
- 1990 —1995 — «Час збирати каміння» (телесеріал) — гуцул Петро